# Városbíró
A városbíró a középkorban német mintára (Stadtrichter) egyes magyar városok, mint pl. a főváros, Buda legfőbb tisztviselője volt, a polgárság választotta meg, és az ő kezében öszpontosult a bíráskodási jog, a közigazgatás vezetése és a végrehajtási teendők irányítása.
Budapesten 1893-tól 1950-ig városbíró működött minden kerületi elöljáróságon, aki a községi bíráskodást gyakorolta, vagyis a kisebb polgári peres ügyekben ítélkezett.

## Városbírók Pesten és Budán
Buda 1686-os visszafoglalása után Budát bécsi mintára polgármester vezette, de Pesten továbbra is városbírót alkalmaztak. Pesten először 1773-ban választottak polgármestert, Mosel Jánost. 1787. szeptember 1-jétől a Pest szabad királyi város élén álló polgármestert elsőbbségének megtartásával a bírói, míg az addigi bírót a polgármesteri cím illette meg.

## Kerületi városbírók Budapesten
Az 1893. évi XXXIII. törvénycikk értelmében a budapesti kerületi elöljáróságnak a tagja volt, akit a törvényhatósági bizottság szabályrendeletileg megállapított időtartamra választott. Állásával rendszeresített fizetés nem járt. A városbíró gyakorolta a községi bíráskodást és bírói hatáskörében a kerületi elöljárótól teljesen független volt. Ügyvédi gyakorlatot nem folytathatott.